# Opération Menai Bridge
Pour l’article homonyme, voir Menai Bridge.

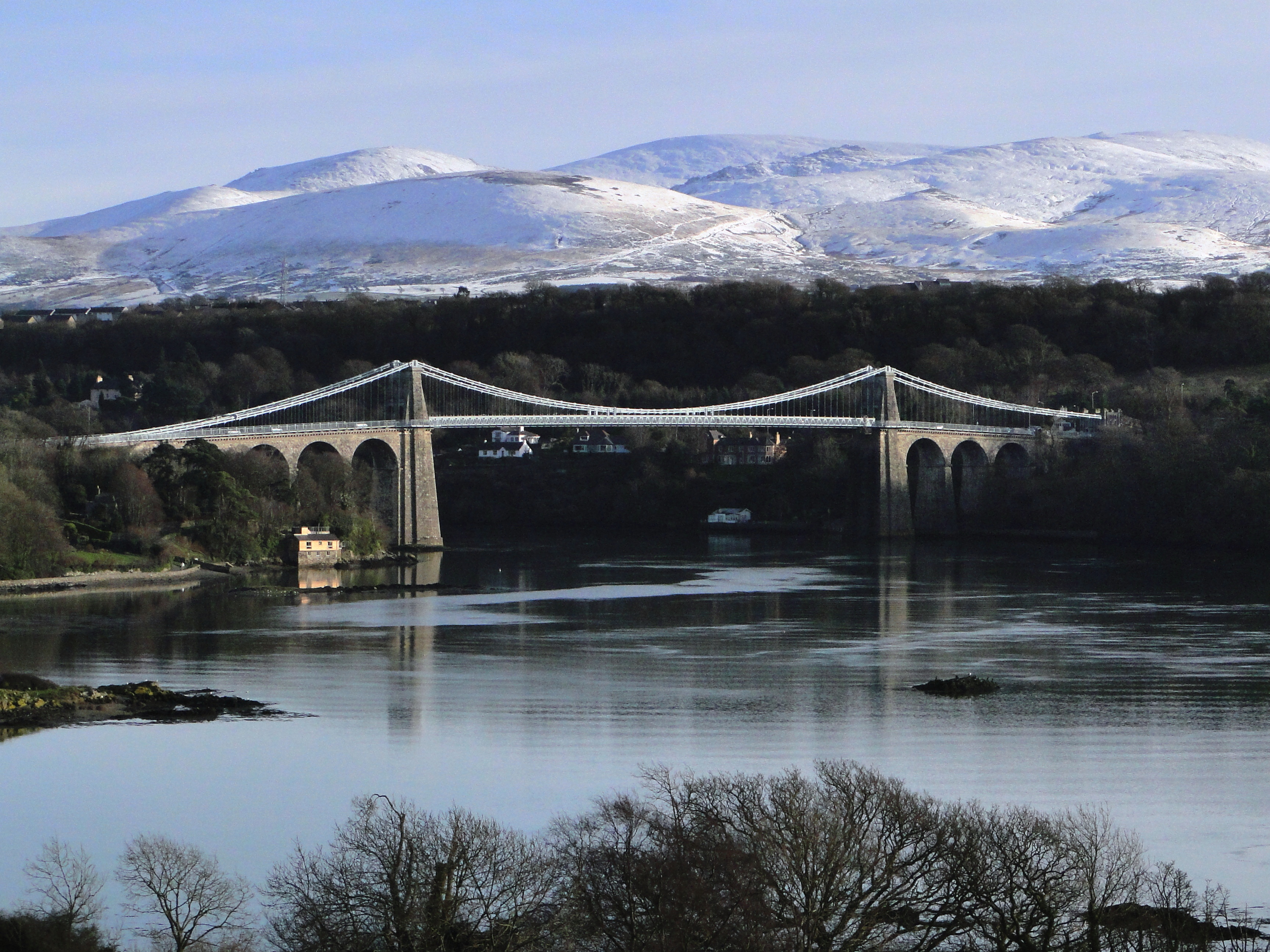
Le pont suspendu de Menai (2009), éponyme de l'opération.

L'opération Menai Bridge (en anglais : Operation Menai Bridge) est le nom de code des plans entourant la mort du roi Charles III,. Elle comprend la planification de l'annonce de sa mort, la période de deuil national et les détails de ses funérailles d'État. Le nom de l'opération fait référence au pont suspendu de Menai, au pays de Galles.
Les organismes impliqués dans la préparation du plan comprennent divers ministères, l'Église anglicane, la Metropolitan Police, les forces armées britanniques, les parcs royaux, les médias, l'Autorité du Grand Londres et l'Agence des transports urbains,.
L'opération Menai Bridge se déroule en parallèle avec plusieurs plans, dont celui de l'accession au trône de son successeur, le prince de Galles. Plusieurs royaumes du Commonwealth, où Charles III règne en tant que monarque, ont élaboré leurs propres plans pour les jours suivant sa mort, qui seraient exécutés en parallèle de l'opération Menai Bridge.

## Opération
Dans la maison royale, les funérailles du roi et le couronnement ultérieur de son héritier sont généralement organisés par le comte-maréchal et les officiers du College of Arms. Des noms de code sont généralement utilisés pour les plans liés au décès et aux funérailles d'un membre de la famille royale britannique. Initialement, ils étaient utilisés pour éviter que les standardistes du palais de Buckingham n'apprennent le décès avant l'annonce officielle,.
L'opération Menai Bridge est prévue pour la mort du roi Charles III alors qu'il n'est encore que prince de Galles. Toutes les opérations codées pour les membres de la famille royale, y compris celle pour le roi Charles III, font partie de l'opération Lion, un plan général pour toute mort royale.

## Déroulement
Après l'accession au trône de Charles III en 2022, l'opération Menai Bridge est actualisée à partir du 20 septembre 2022 et doit être terminée avant le couronnement de Charles III, en 2023. L'opération aura de nombreuses similitudes avec l'opération London Bridge, qui entourait la mort de la reine Élisabeth II.

### Diffusion de la nouvelle
Aussitôt après le lancement de l'opération Menai Bridge, le secrétaire privé du monarque informera le Premier ministre britannique et le Conseil privé de la mort de Charles III. Les secrétaires des ministères recevront une ordonnance royale afin d'informer les ministres du gouvernement que le souverain vient de disparaître, tandis que le secrétaire du cabinet l'annoncera par courriel à d'autres hauts fonctionnaires. Après réception de ce message, les drapeaux de Whitehall, siège du gouvernement, seront mis en berne.

### Succession au trône
À la mort du monarque, son fils aîné, le prince William, lui succèdera automatiquement en tant que roi, tandis que sa belle-fille, Catherine, deviendra reine consort (ou simplement reine, si le nouveau souverain choisit de simplifier le terme sur les documents officiels, comme cela fut le cas pour la reine Camilla après le couronnement de Charles III). Pour sa part, Camilla deviendra reine douairière, un titre de courtoisie attribué à la veuve d'un souverain, et il ne lui incombera plus aucun pouvoir ni devoir constitutionnel.

## Dans la culture
Une brève allusion à l'opération Menai Bridge est faite dans l'épisode « Avalanche » (saison 4, épisode 9) de la série américano-britannique The Crown (2020).